# Championnat du Bangladesh de football 2009-2010
Navigation
Édition précédente Édition suivante
La saison 2009-2010 du Championnat du Bangladesh de football est la troisième édition de la Bangladesh League, le championnat national professionnel de première division bangladais. Les treize équipes engagées sont regroupées au sein d'une poule unique où elles affrontent deux fois leurs adversaires, à domicile et à l'extérieur. En fin de saison, pour permettre le passage du championnat de 13 à 12 équipes, les deux derniers du classement sont relégués et remplacés par le meilleur club de seconde division.
C'est le double tenant du titre, le club d'Abahani Limited Dhaka qui remporte à nouveau la compétition cette saison après avoir terminé en tête du classement, avec cinq points d'avance sur Mohammedan SC Dacca et dix-sept sur Sheikh Russell KC. C'est le troisième titre de champion du Bangladesh de l'histoire du club.

## Participants
- Abahani Limited Dhaka
- Mohammedan SC Dacca
- Muktijoddha Sangsad KC
- Sheikh Russell KC
- Farashganj SC
- Brothers Union
- Arambagh KS
- Mohammedan SC Chittagong
- Feni Soccer Club - Promu de D2
- Shukhtara Jubo Sangsad - Promu de D2
- Biyanibazar FC - Promu de D2
- Abahani Limited Chittagong
- Rahmatganj MFS

## Compétition

### Classement
Le classement est établi sur le barème de points classique : victoire à 3 points, match nul à 1, défaite à 0.
| Rang | Équipe                     | Pts | J  | G  | N  | P  | Bp | Bc | Diff |
| ---- | -------------------------- | --- | -- | -- | -- | -- | -- | -- | ---- |
| 1    | Abahani Limited DhakaT     | 67  | 24 | 22 | 1  | 1  | 63 | 8  | +55  |
| 2    | Mohammedan SC DaccaC       | 62  | 24 | 19 | 5  | 0  | 63 | 12 | +51  |
| 3    | Sheikh Russell KC          | 50  | 24 | 15 | 5  | 4  | 49 | 19 | +30  |
| 4    | Feni Soccer ClubP          | 30  | 24 | 7  | 9  | 8  | 16 | 22 | -6   |
| 5    | Arambagh KS                | 27  | 24 | 6  | 9  | 9  | 30 | 43 | -13  |
| 6    | Muktijoddha Sangsad KC     | 27  | 24 | 8  | 3  | 13 | 26 | 46 | -20  |
| 7    | Brothers Union             | 26  | 24 | 5  | 11 | 8  | 20 | 26 | -6   |
| 8    | Rahmatganj MFS             | 26  | 24 | 7  | 5  | 12 | 28 | 36 | -8   |
| 9    | Mohammedan SC Chittagong   | 26  | 24 | 5  | 11 | 8  | 21 | 33 | -12  |
| 10   | Farashganj SC              | 23  | 24 | 4  | 11 | 9  | 20 | 25 | -5   |
| 11   | Abahani Limited Chittagong | 21  | 24 | 5  | 6  | 13 | 24 | 43 | -19  |
| 12   | Shukhtara Jubo SangsadP    | 20  | 24 | 4  | 8  | 12 | 12 | 35 | -23  |
| 13   | Biyanibazar FCP            | 17  | 24 | 3  | 8  | 13 | 19 | 43 | -24  |

|  | Qualification pour la Coupe du président de l'AFC 2011                                     |
|  | Relégation directe en deuxième division                                                    |
|  | T : Tenant du titre C : Vainqueur de la Coupe du Bangladesh P : Promu de deuxième division |

## Bilan de la saison
| Championnat du Bangladesh de football 2009-2010                        |                                  |
| Champion                                                               | Abahani Limited Dhaka (3e titre) |
| Coupes et trophées                                                     |                                  |
| Vainqueur de la Coupe du Bangladesh 2009-2010                          | Mohammedan SC Dacca              |
| Qualifications continentales                                           |                                  |
| Coupe du président de l'AFC 2011                                       | Abahani Limited Dhaka            |
| Promotions et relégations                                              |                                  |
| Promus en Championnat du Bangladesh de football                        | Sheikh Jamal Dhanmondi Club      |
| Relégués en Championnat du Bangladesh de football de deuxième division | Shukhtara Jubo Sangsad           |
| Relégués en Championnat du Bangladesh de football de deuxième division | Biyanibazar FC                   |